# Giennadij Miesiac
Giennadij Andriejewicz Miesiac (ros. Геннадий Андреевич Месяц, ur. 28 lutego 1936 w Kemerowie) – radziecki i rosyjski fizyk.

## Życiorys
Urodził się jako syn Andrieja, który w 1937 został aresztowany jako "wróg ludu" i skazany na 10 lat łagru. W 1958 ukończył studia na Wydziale Elektroenergetycznym Tomskiego Instytutu Politechnicznego, po czym do 1961 studiował na aspiranturze Naukowo-Badawczego Instytutu Fizyki Jądrowej, Elektroniki i Automatyki przy Tomskim Instytucie Politechnicznym, w 1961 został kandydatem, a w 1966 doktorem nauk technicznych. Od 1961 do 1970 pracował jako wykładowca, profesor i adiunkt Tomskiego Instytutu Politechnicznego, a od 1970 do 1978 profesorem Tomskiego Instytutu Zautomatyzowanych Systemów Zarządzania i Radioelektroniki. Od 1977 do 1984 był pierwszym dyrektorem założonego z jego inicjatywy Instytutu Elektroniki Wielkoprądowej Syberyjskiego Oddziału Akademii Nauk ZSRR. 15 marca 1979 został członkiem korespondentem, a 26 grudnia 1984 akademikiem Akademii Nauk ZSRR. Od 1978 wykładał na Wydziale Fizycznym Tomskiego Uniwersytetu Państwowego, na którym w 1984 został kierownikiem katedry fizyki plazmy. Od 28 października 1987 do 1 czerwca 2013 był wiceprezydentem Akademii Nauk ZSRR/Rosyjskiej Akademii Nauk. Napisał ponad 20 monografii i książek i został autorem i współautorem ponad 500 prac naukowych. Otrzymał honorowe obywatelstwo obwodu tomskiego (2001), Jekaterynburga (2003) i Tomska (2016).

## Odznaczenia i nagrody
- Order Lenina (1986)
- Order Honoru (2011)
- Order „Za zasługi dla Ojczyzny” II klasy (2006)
- Order „Za zasługi dla Ojczyzny” III klasy (1999)
- Order „Za zasługi dla Ojczyzny” IV klasy (1996)
- Order Czerwonego Sztandaru Pracy (1971)
- Order „Znak Honoru” (1981)
- Order Aleksandra Newskiego (2021)
- Nagroda Państwowa ZSRR (1978)
- Państwowa Nagroda Federacji Rosyjskiej (1998)
- Nagroda Leninowskiego Komsomołu (1968)
- Nagroda Rady Ministrów ZSRR (1990)
- Nagroda Władz Federacji Rosyjskiej (2002)
- Złoty Medal im. Wawiłowa Rosyjskiej Akademii Nauk (2020)
- Nagroda Diemidowska Rosyjskiej Akademii Nauk (2002)
- Order Danaker (Kirgistan, 2004)

I inne.